# Квіріке I
Квіріке (Кіріак) I (груз. კვირიკე; д/н — 918) — 6-й еріставі-хорєпископ Кахетії в 893—918 роках.

## Життєпис
Походження є дискусійним: за однією версією був сином еріставі-хорєпископа Падла I, а за іншою його зятем. Тому низка дослідників називає наступників Квіріке I Квірікідами.
Посів трон 893 року. Продовжив активну зовнішню політику, спрямовану на розширення земель. Для цього уклав союз з Адарнасе III, князем Тао, проти Адарнасе II Багратіоні, царя Картлі. Втім перемога останнього 904 року над абхазьким військом змусила Квіріке I шукати з ним зближення.
906 року в союзі з тбіліським еміром Джафаром I вдерся до держави Гереті, але не зміг здолати царя Адарнасе II Араншаха. В наступні роки діяв спільно з картлійським царем Адарнасе II проти держави Саджидів.
914 року стикнувся з вторгнення до Кахетії еміра Юсуф ібн Абу'л-Садж з півдня та Костянтина III, царя Абхазії, з півночі. Перший захопив фортеці Уджарма і Бохорма. Квіріке I змушений був визнати зверхність Саджидів, а невдовзі й абхазького царя. Того ж року допомагав Костянтину III у підкорені області Шида Картлі, внаслідок чого цар Адарнасе II Багратіоні змушений був відступити до князівства Кларджеті.
915 року спільно з Костянтином III, царем Абхазії, атакував Адарнасе II, царя Гереті, завдавши тому поразки. За умовами мирної угоди кахетинський еріставі отримав місто Орчобі з областю.
Помер Квіріке I 918 року. Йому спадкував син Падла II.